# Dans les griffes de ma belle-mère
Dans les griffes de ma belle-mère (Deadly Revenge) est un téléfilm américain réalisé par Michael Feifer produit en 2013, et diffusé le 18 avril 2015 sur Lifetime et en France le 17 mars 2014.

## Synopsis
Quand Cate et Harrisson se rencontrent c'est le coup de foudre immédiat. À tel point qu'Harrisson demande Cate en mariage. Cate rencontre sa belle mère qui l'accueille avec enthousiasme. Seulement Cate découvre que l'ancienne petite amie de son fiancé a disparu dans d'étranges circonstances et que son père s'est noyé. Cate décide de tirer cette histoire au clair…

## Fiche technique
- Titre original : Deadly Revenge
- Réalisation : Michael Feifer
- Scénario : Jenna Mattison (en)
- Musique : Sandro Morales Santoro
- Langue originale : anglais
- Durée : 92 minutes

## Distribution
- Alicia Ziegler : Cate
- Mark Hapka (en) (VF : Emmanuel Garijo) : Harrison « Harry » Moore
- Donna Mills (VF : Anne Deleuze) : Evelyn Moore
- Constance Wu (VF : Caroline Pascal) : Kym
- Patrick Muldoon (VF : Maurice Decoster) : Jack
- Brynn Thayer (VF : Josiane Pinson) : Mrs. Rice
- Teni Panosian : Sophia
- Justin Huen (VF : Stéphane Fourreau) : le jardinier
- Bob Gebert : l'agent de sécurité

- Version française
  - Studio de doublage : Mediadub International
  - Direction artistique : Olivia Luccioni
  - Adaptation des dialogues : Edgar Givry

 Source et légende : version française (VF) sur RS Doublage et selon le carton du doublage français télévisuel.